# Лімана
Лімана (італ. Limana, вен. Limana) — муніципалітет в Італії, у регіоні Венето, провінція Беллуно.
Лімана розташована на відстані близько 470 км на північ від Рима, 75 км на північ від Венеції, 6 км на південний захід від Беллуно.
Населення — 5182 особи (2014).

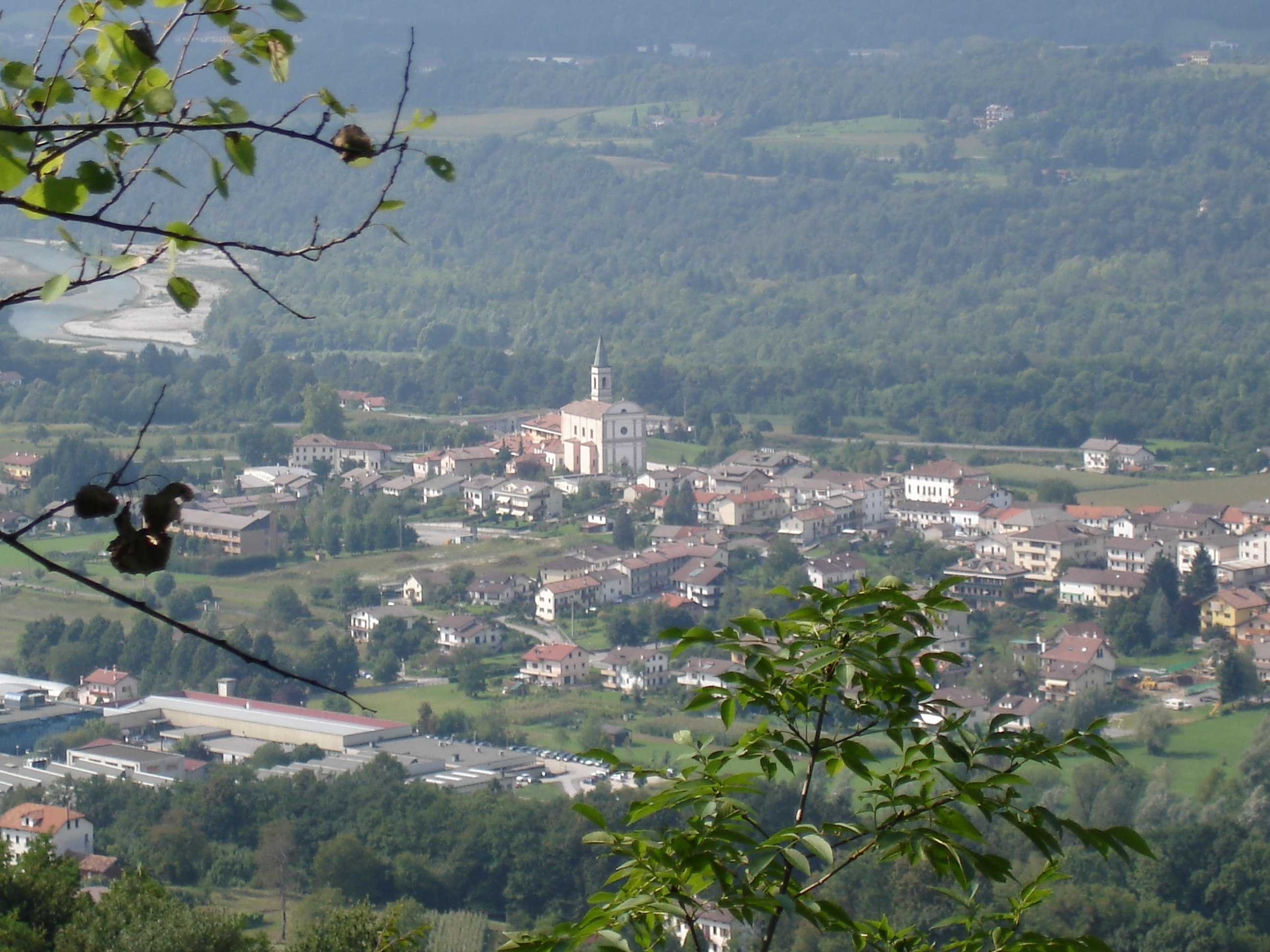

Щорічний фестиваль відбувається 14 лютого. Покровитель — Santa Giustina.

## Демографія
Населення за роками:

Станом на 1 січня 2023 року в муніципалітеті офіційно проживали 242 іноземці з 37 країн, серед них 96 громадян країн Євросоюзу та 18 громадян України.

## Сусідні муніципалітети
- Беллуно
- Ревіне-Лаго
- Седіко
- Трик'яна
- Вітторіо-Венето